# Кассіваго Тауншип (округ Кроуфорд, Пенсільванія)
Кассіваго Тауншип (англ. Cussewago Township) — селище (англ. township) в США, в окрузі Кроуфорд штату Пенсільванія. Населення — 1429 осіб (2020).

## Демографія
Згідно з переписом 2010 року, у селищі мешкало 1559 осіб у 596 домогосподарствах у складі 442 родин. Було 658 помешкань
Расовий склад населення:
| - 97,9 % — білих - 0,6 % — чорних або афроамериканців - 0,4 % — азіатів - 0,2 % — корінних американців |

До двох чи більше рас належало 0,8 %. Частка іспаномовних становила 0,7 % від усіх жителів.
За віковим діапазоном населення розподілялося таким чином: 24,4 % — особи молодші 18 років, 63,5 % — особи у віці 18—64 років, 12,1 % — особи у віці 65 років та старші. Медіана віку мешканця становила 41,8 року. На 100 осіб жіночої статі у селищі припадало 101,9 чоловіків;  на 100 жінок у віці від 18 років та старших — 107,6 чоловіків також старших 18 років.
Середній дохід на одне домашнє господарство  становив 62 707 доларів США (медіана — 56 042), а середній дохід на одну сім'ю — 76 093 долари (медіана — 69 688). Медіана доходів становила 48 348 доларів для чоловіків та 40 089 доларів для жінок. За межею бідності перебувало 6,8 % осіб, у тому числі 8,5 % дітей у віці до 18 років та 7,2 % осіб у віці 65 років та старших.
Цивільне працевлаштоване населення становило 678 осіб. Основні галузі зайнятості: виробництво — 30,7 %, освіта, охорона здоров'я та соціальна допомога — 22,4 %, роздрібна торгівля — 9,3 %, будівництво — 8,3 %.